# Caradra (Focide)
Caradra (in greco antico: Χαράδρα?, Charádra) era una città dell'antica Grecia ubicata in Focide.

## Storia
Durante le guerre persiane fu una delle città distrutte dall'esercito persiano al comando di Serse I nel 480 a.C.
Pausania la situa a venti stadi da Lilea. Lo stesso autore attribuisce il suo nome al fiume Caradro, un affluente del Cefiso che scorreva a tre stadi da Caradra. Nell'agorà della città c'erano degli altari dedicati ad eroi, che alcuni credevano dedicati ai Dioscuri mentre altri ritenevano fossero degli eroi locali.
Venne ricostruita all'epoca della terza guerra sacra ed è indicata nei pressi della attuale Mariolate dove sono presenti alcuni resti delle sue mura e di alcune porte.